# Phaonia yaluensis
Phaonia yaluensis är en tvåvingeart som beskrevs av Ma 1992. Phaonia yaluensis ingår i släktet Phaonia och familjen husflugor. Inga underarter finns listade i Catalogue of Life.